# Вольф, Фредди
Фредди Вольф (англ. Frederick Ferdinand «Freddie» Wolff; 13 октября 1910, Британский Гонконг — 26 января 1988, Лондон) — британский легкоатлет (бег на короткие дистанции), чемпион летних Олимпийских игр 1936 года в Берлине, рекордсмен Европы.

## Биография
Вольф родился 13 октября 1910 года в Британском Гонконге. Он был старшим из четырёх детей. Вольф был членом крикетного клуба Коулун, где он выиграл свои первые соревнования в 1919 году.
Впоследствии Вольф со своей семьёй вернулись в Англию. Вольф учился в подготовительной школе «Shirley House» и колледже Бимонт в Виндзоре (Англия).
Фредерик Вольф в 1933 году выиграл чемпионат Любительской легкоатлетической ассоциации Англии в беге на 440 ярдов (400 метров).
На Олимпийских играх 1936 года в Берлине Вольф пробежал первый этап в британской команде (Фредди Вольф, Годфри Рэмплинг, Билл Робертс, Годфри Браун) в эстафете 4×400 метров. Команда Великобритании выиграла золотую медаль с новым европейским рекордом 3:09,0 c, опередив команды США и Германии.
В 1929 году Вольф начал работать в семейной фирме «Rudolf Wolff & Co». Во время Второй мировой войны Вольф служил в лёгкой пехоте Оксфордшира и Бакингемшира и получил звание капитана. В 1946 году Вольф вернулся в «Rudolf Wolff & Co», а в 1951 году стал совладельцем фирмы.
С 1970 по 1977 год Вольф был председателем комитета Лондонской биржи металлов. В 1975 году он стал командором Ордена Британской империи.
Вольф был председателем паломнического фонда детей-инвалидов.
Вольф был женат на Натали Вайнфред Вирджинии Бирн, дочери Фердинанда и Мэри (урождённой Кейт) Бирн. У Вольфа было пятеро детей: Дженнифер, Джон, Кэролайн, близнецы Ричард и Кристина.
26 января 1988 года Вольф умер в Марилебоне (зажиточный квартал Лондона). В этот день Британская олимпийская ассоциация проводила приём в Букингемском дворце для всех британских олимпийских медалистов.
Правнук Фредди Вольфа Дэниел, страдающий аутизмом, выступал на Всемирных летних специальных Олимпийских играх 2015 года в Лос-Анджелесе.